# (18126) 2000 OU3
(18126) 2000 OU3 es un asteroide perteneciente al cinturón de asteroides, descubierto el 24 de julio de 2000 por el equipo del Lincoln Near-Earth Asteroid Research desde el Laboratorio Lincoln, Socorro, Nuevo México.

## Designación y nombre
Designado provisionalmente como 2000 OU3.

## Características orbitales
2000 OU3 está situado a una distancia media del Sol de 2,791 ua, pudiendo alejarse hasta 3,298 ua y acercarse hasta 2,284 ua. Su excentricidad es 0,182 y la inclinación orbital 7,452 grados. Emplea 1703,16 días en completar una órbita alrededor del Sol.
Los próximos acercamientos a la órbita de Júpiter ocurrirán el 28 de febrero de 2049, el 16 de marzo de 2072 y el 11 de abril de 2095.
Pertenece a la familia de asteroides de (668) Dora.

## Características físicas
La magnitud absoluta de 2000 OU3 es 13,93. Tiene 10,262 km de diámetro y su albedo se estima en 0,058.